# 衛生福利部南投醫院
衛生福利部南投醫院，簡稱南投醫院，是一所位於南投縣南投市的衛生福利部所屬醫院，為南投地區之主要醫院，目前共有醫管中心、醫品中心、6個醫事部門、36科醫專科、9個行政科室、24個委員會、23個小組。

## 沿革
- 1955年設立，經歷縣立醫院、省立醫院、署立醫院到改制為現今的衛生福利部南投醫院。

## 外部連結
- 衛生福利部南投醫院 （页面存档备份，存于）